# Dasht-e Margoh
Dasht-e Margoh (دشت مارگو) (Dasht-e Mārgow, Dashti Margo ou Deserto de Margow) é um deserto localizada nas províncias de Helmand e Nimruz, no Afeganistão. O deserto é adjacente ao Deserto de Khash e ao Rigestão. A área do deserto é de aproximadamente de 150 000 km², a altitude é em média de 500 a 700m.
O deserto consiste principalmente em massas de areia e planícies rochosas e argilosas com a presença de solonchaks, takirs (tipos de solo) e oásis. Dasht significa planície na língua pashto e margo significa morte, ou seja planície da morte.